# Charles Ellis
Charles Alton Ellis (né en 1876 à Parkman dans le Maine et mort en août 1949) est un professeur de génie civil américain qui prit part à la construction du pont du Golden Gate, dans la baie de San Francisco. Il ne possédait pas le titre d'ingénieur, mais il fut chargé des calculs mathématiques relatifs à la structure. Il fut également à l'origine, avec Leon Moisseiff, des deux tours du pont qui culminent à plus de 200 m au-dessus du niveau de la mer.